# Юли-Ханнуксела, Марко
Марко Юхани Юли-Ханнуксела (фин. Marko Juhani Yli-Hannuksela; род. 21 декабря 1973, Илмайоки, Вааса) — финский борец греко-римского стиля, призёр чемпионатов Европы, чемпион и призёр чемпионатов мира, призёр летних Олимпийский игр 2000 года в Сиднее и 2004 года в Афинах.

## Карьера
На Олимпиаде 1996 года Ханнуксела в первом круге победил по очкам украинца Рустама Анжи, а во втором уступил также по очкам белоруса Камандара Маджидова. В третьем круге Ханнуксела отборолся вничью с представителем Болгарии Бисером Георгиевым и выбыл из борьбы за медали, заняв итоговое 15-е место.
На следующей Олимпиаде на предварительной стадии Ханнуксела последовательно победил по очкам француза Ивона Римера и казаха Бахтияра Байсеитова. В четвертьфинале финном был побеждён кореец Ким Джинсу. В полуфинале Ханнуксела уступил будущему победителю этой Олимпиады, россиянину Мурату Карданову. В утешительной схватке финн победил представителя Украины Давида Манукяна и стал бронзовым призёром Олимпиады.
На Олимпиаде 2004 года Юли-Ханнуксела в предварительных схватках последовательно победил по очкам японца Кацухико Нагато и киргиза Данияра Кобонова. В четвертьфинале Марко победил по очкам кубинского борца Филиберто Аскуя, а в полуфинале — швейцарца Рето Бухера. В финале Марко уступил представителю Узбекистана Александру Доктуришвили и завоевал серебряную медаль Олимпиады. В том же году он был назван спортсменом года Финляндии.
С 2008 года Ханнуксела является тренером финского борца Теро Вялимяки.